# Martin Rentzsch
Martin Rentzsch (* 1963 in Berlin) ist ein deutscher Schauspieler und Hörspielsprecher.

## Leben
Martin Rentzsch machte am Gymnasium in Nettetal sein Abitur und stand dort in einer Schulaufführung von Friedrich Dürrenmatts Physikern das erste Mal auf einer Bühne. An der Essener Folkwang Universität der Künste ließ er sich bis 1989 zum Schauspieler ausbilden. Nach Verpflichtungen am Hamburger Thalia Theater, dem St. Pauli Theater und dem Staatstheater Oldenburg, war Rentzsch ab dem Jahr 2000 Ensemblemitglied am Schauspielhaus Bochum, wo er 2008 mit dem Bochumer Theaterpreis ausgezeichnet wurde. Mit Beginn der Spielzeit 2009/10 trat er ein Engagement am Schauspiel Frankfurt an.
Unter bekannten Regisseuren wie Jürgen Flimm, Karin Henkel, Wilfried Minks oder Michael Thalheimer, spielte Rentzsch unter anderem in Carl Zuckmayers Hauptmann von Köpenick, Harold Pinters Hausmeister, in Endstation Sehnsucht von Tennessee Williams, Maria Stuart von Friedrich Schiller oder Henrik Ibsens Wildente. Zum Abschluss seiner Bochumer Zeit gestaltete Rentzsch einen Soloabend mit einer Hommage an den Schauspieler und Kabarettisten Jürgen von Manger und dessen Bühnenfigur Adolf Tegtmeier.
Seit der Spielzeit 2017/18 ist Rentzsch Teil des Berliner Ensembles.
Neben seiner umfangreichen Tätigkeit als Theaterschauspieler steht Martin Rentzsch auch gelegentlich vor der Kamera oder arbeitet als Hörspielsprecher.

## Filmografie (Auswahl)
- 2002: Mord im Haus des Herrn
- 2003: Für immer für dich
- 2003: SK Kölsch – Pack die Badehose ein
- 2004: Kalter Frühling
- 2004: Der Stich des Skorpion
- 2004: Propaganda
- 2005: Die Wache – Eine Herzensangelegenheit
- 2006: Tatort – Das ewig Böse
- 2006: Unser Reigen
- 2007: Post Mortem – Beweise sind unsterblich – Notwehr
- 2008: Das Papst-Attentat
- 2008: Die Jagd nach dem Schatz der Nibelungen
- 2008: Ihr könnt euch niemals sicher sein
- 2008: Buddenbrooks
- 2014: Im Labyrinth des Schweigens
- 2015: Kommissar Marthaler – Ein allzu schönes Mädchen
- 2016: Tatort – Hinter dem Spiegel

## Hörspiele (Auswahl)
- 2010: Radio-Tatort, Folge: rot ist tot – Autorin: Gesine Danckwart – Regie: Leonhard Koppelmann
- 2010: Traurige Therapeuten – Autor: Ingomar von Kieseritzky – Regie: Ulrich Lampen
- 2012: Der Irre – Autor: Georg Heym – Regie: Iris Drögekamp
- 2013: Frauenmörder Heinrich Pommerenke – Autor: Johannes Weiß – Regie: Mark Ginzler
- 2014: Opa Ottos Wunderwagen – Autorin: Daniela Meisel – Regie: Robert Schoen
- 2015: Unterwerfung – Autor: Michel Houellebecq – Regie: Leonhard Koppelmann
- 2016: Das Kuhrennen – Autor: Christian Hussel – Regie: Ulrich Lampen